# Southern Death Cult
Southern Death Cult foi um banda britânica de pós-punk e rock gótico criada em 1982, em Leeds. A banda era formada por Ian Lindsay (mais tarde muda de nome para Astbury, nos Cult), (vocais), David Burrows (guitarra), Barry Jepson (baixo), e Haq Quereshi (bateria). A banda termina em 1983, e Ian Astbury forma os Death Cult no mesmo ano.  No ano seguinte, Astbury formará os The Cult.

## Discografia
- Southern Death Cult, (1983)